# Mali junaci Jurskog svijeta
Mali junaci Jurskog svijeta (eng. Jurassic World Camp Cretaceous) je američka znanstvenofantastična pustolovna animirana serija koju je stvorio Zack Stentz. Dio je franšize Jurskog svijeta, a na Netflixu je debitirala 18. rujna 2020. Aaron Hammersley i Scott Kreamer služe kao voditelji, a također služe kao izvršni producenti zajedno s Lane Lueras, Stevenom Spielbergom, Colinom Trevorrowom i Frankom Marshallom.
Serija je smještena kronološki prije, tijekom i nakon događaja filma Jurski svijet (2015.) i prije događaja iz filma Jurski svijet: Pad kraljevstva (2018.), koji služi kao spin-off/midquel/nastavak, a prati skupinu od šest dječaka koji se nasukaju na otok Isla Nublar nakon što nekoliko dinosaura pobjegne iz svojih staništa.
Nakon objavljivanja, prva sezona naišla je na mješovite i pozitivne kritike, koji su pohvalili animaciju i raznoliku glasovnu postavu, ali su kritizirali dizajn i pisanje likova.
U studenom 2023., najavljeno je da će nova animirana serija, nastavak, biti objavljena na Netflixu 24. svibnja 2024. pod nazivom Jurski svijet: Teorija kaosa

## Radnja
Serija prati skupinu od šest dječaka odabranih za iskustvo koje se događa jednom u životu u novom avanturističkom kampu na suprotnoj strani otoka Isla Nublara, nazvanom Kamp Kreda. Ali kad dinosauri naprave kaos na otoku, mladi kamperi zapnu. Budući da ne mogu doći do vanjskog svijeta, morat će prijeći sa stranaca na prijatelje i obitelj ako žele preživjeti.

## Glasovna postava
| Lik                         | Glas                  | Sezona        | Sezona        | Sezona        | Sezona        | Sezona        | Sezona        |
| Lik                         | Glas                  | 1             | 2             | 3             | 4             | 5             | Specijal      |
| Glavni likovi               | Glavni likovi         | Glavni likovi | Glavni likovi | Glavni likovi | Glavni likovi | Glavni likovi | Glavni likovi |
| --------------------------- | --------------------- | ------------- | ------------- | ------------- | ------------- | ------------- | ------------- |
| Darius Bowman               | Paul-Mikél Williams   | Glavna        | Glavna        | Glavna        | Glavna        | Glavna        | Glavna        |
| Ben Pincus                  | Sean Giambrone        | Glavna        | Glavna        | Glavna        | Glavna        | Glavna        | Glavna        |
| Yasmina "Yaz" Fadoula       | Kausar Mohammed       | Glavna        | Glavna        | Glavna        | Glavna        | Glavna        | Glavna        |
| Brooklynn                   | Jenna Ortega          | Glavna        | Glavna        | Glavna        | Glavna        | Glavna        | Glavna        |
| Kenji Kon                   | Ryan Potter           | Glavna        | Glavna        | Glavna        | Glavna        | Glavna        | Glavna        |
| Sammy Gutierrez             | Raini Rodriguez       | Glavna        | Glavna        | Glavna        | Glavna        | Glavna        | Glavna        |
| Sporedni i gostujući likovi |                       |               |               |               |               |               |               |
| Roxie                       | Jameela Jamil         | Sporedna      | Gost          |               |               | Sporedna      |               |
| Dave                        | Glen Powell           | Sporedna      | Gost          |               |               | Sporedna      |               |
| Tiff                        | Stephanie Beatriz     |               | Sporedna      | Arhiva        |               |               |               |
| Hap                         | Angus Sampson         |               | Sporedna      |               |               |               |               |
| Mitch                       | Bradley Whitford      |               | Sporedna      |               |               |               |               |
| Dr. Henry Wu                | Greg Chun             | Gost          |               | Sporedna      |               |               |               |
| Dr. Mae Turner              | Kirby Howell-Baptiste |               |               |               | Sporedna      | Sporedna      |               |
| Kash D. Langford            | Haley Joel Osment     |               |               |               | Sporedna      | Sporedna      |               |
| Brandon Bowman              | Benjamin Flores Jr.   | Gost          |               |               | Gost          | Sporedna      |               |
| Hawkes                      | Dave B. Mitchell      |               |               | Gost          |               | Sporedna      |               |
| Reed                        | Dave B. Mitchell      |               |               | Gost          |               |               |               |
| Daniel Kon                  | Andrew Kishino        |               |               |               | Gost          | Sporedna      |               |
| Lana Molina                 | Avrielle Corti        |               |               |               |               | Sporedna      |               |
| Mr. DNA                     | Jeff Bergman          | Gost          |               |               |               |               | Gost          |
| Eddie                       | James Arnold Taylor   | Gost          |               | Arhiva        |               |               |               |
| Fredrick Bowman             | Keston John           | Gost          | Gost          |               |               |               |               |
| Dawson                      | Keston John           |               |               | Gost          |               |               |               |
| Mr. Gold                    | Okieriete Onaodowan   |               |               |               |               | Gost          |               |
| Cyrus                       | Jon Rudnitsky         |               |               |               |               | Gost          |               |
| Lewis Dodgson               | Adam Harrington       |               |               |               |               | Gost          |               |
| The Twins                   | Mikey Kelley          |               |               |               |               | Gost          |               |
| Godinez                     | Antonio Alvarez       |               |               |               |               | Gost          |               |
| Hal Brimford                | Bill Nye              |               |               |               |               |               | Gost          |

## Pregled serije
U listopadu 2020. serija je obnovljena za drugu sezonu koja je objavljena 22. siječnja 2021. U veljači 2021. obnovljena je za treću sezonu s deset epizoda, objavljena 21. svibnja 2021. U listopadu 2021. obnovljena je za četvrtu sezonu s jedanaest epizoda, objavljena 3. prosinca 2021. Peta i posljednja sezona objavljena je 21. srpnja 2022. s dvanaest epizoda. Dana 18. listopada 2022. na YouTubeu je objavljen najava za animiranu seriju pod nazivom Mali junaci Jurskog svijeta: Tajna pustolovina (Jurassic World Camp Cretaceous: Hidden Adventure), interaktivna epizoda radnjom smještena između druge i treće sezone sezone, u kojoj publika može interaktirati s Dariusovim izborima kako bi utjecala na radnju priče. Epizoda je objavljena 17. ožujka 2023. na Netflixu.
| Sezona | Sezona   | Epizode  | Prva objava         | Prva objava         |
| ------ | -------- | -------- | ------------------- | ------------------- |
|        | 1.       | 8        | 18. rujna 2018.     | 18. rujna 2018.     |
|        | 2.       | 8        | 22. siječnja 2021.  | 22. siječnja 2021.  |
|        | 3.       | 10       | 21. svibnja 2021.   | 21. svibnja 2021.   |
|        | 4.       | 11       | 3. prosinca 2022.   | 3. prosinca 2022.   |
|        | 5.       | 12       | 21. srpnja 2022.    | 21. srpnja 2022.    |
|        | Specijal | Specijal | 15. studenoga 2022. | 15. studenoga 2022. |

## Nastavak
U studenom 2023., tijekom Netflixovog virtualnog događaja Geeked Week, najavljena je nova animirana serija nastavak pod nazivom Jurski svijet: Teorija kaosa (Jurassic World: Chaos Theory). Serija je smještena nakon događaja filma Jurski svijet: Pad kraljevstva  (2018.) i prije događaja u filmu Jurski svijet: Carstvo (2022.), a objavljena je na Netflixovoj platformi 24. svibnja 2024.

## Vanjske poveznice
- Službena stranica
- Mali junaci Jurskog svijeta u internetskoj bazi filmova IMDb-a